# Вес Анселд
Веслі Сіссел Анселд (англ. Westley Sissel Unseld; 14 березня 1946 — 2 червня 2020) — американський професіональний баскетболіст, що грав на позиції центрового за команду НБА «Балтимор Буллетс». Гравець національної збірної США. Чемпіон НБА. Згодом — баскетбольний тренер.
1988 року введений до Баскетбольної Зали слави (як гравець).

## Ігрова кар'єра
На університетському рівні грав за команду Луівілл (1965—1968). Двічі включався до першої збірної NCAA (1967, 1968).
1968 року був обраний у першому раунді драфту НБА під загальним 2-м номером командою «Балтимор Буллетс». Він також був обраний на драфті АБА командою «Кентакі Колонелс». Проте професіональну кар'єру розпочав 1968 року виступами за «Балтимор Буллетс», захищав кольори команди з Балтимора, а потім Вашингтона протягом усієї історії виступів у НБА, яка налічувала 13 сезонів.
У першій своїй грі в НБА набрав 8 очок та 22 підбирання. 22 листопада в матчі проти «Філадельфії» набрав 20 очок та рекордні для себе 29 підбирань. В дебютному сезоні допоміг команді отримати 57 перемог та виграти свій дивізіон, при тому, що попереднього року «Буллетс» зайняли останнє місце в дивізіоні. За підсумками сезону робив 18,2 підбирання за гру та став другим в історії після Вілта Чемберлейна, кому вдалось отримати нагороду Новачок року та Найцінніший гравець року в одному сезоні.
Анселд був одним з найкращих захисних гравців свого покоління, був лідером НБА за підбираннями 1975 року. 1976 року був найточнішим баскетболістом ліги, влучаючи 56,1 % кидків. Чотири рази виводив клуб до фіналів НБА, вигравши при цьому один, 1978 року. Тоді ж отримав нагороду Найціннішого гравця фіналу.

## Статистика виступів в НБА
| † | Позначає сезон, в якому Вес Анселд ставав чемпіоном НБА |
| * | Лідер ліги                                              |

### Регулярний сезон
| Сезон              | Команда             | GP  | GS | MPG  | FG%   | 3P%  | FT%  | RPG   | APG | SPG | BPG | PPG  |
| ------------------ | ------------------- | --- | -- | ---- | ----- | ---- | ---- | ----- | --- | --- | --- | ---- |
| 1968–69            | «Балтимор Буллетс»  | 82  | –  | 36.2 | .476  | –    | .605 | 18.2  | 2.6 | –   | –   | 13.8 |
| 1969–70            | «Балтимор Буллетс»  | 82  | –  | 39.4 | .518  | –    | .638 | 16.7  | 3.5 | –   | –   | 16.2 |
| 1970–71            | «Балтимор Буллетс»  | 74  | –  | 39.2 | .501  | –    | .657 | 16.9  | 4.0 | –   | –   | 14.1 |
| 1971–72            | «Балтимор Буллетс»  | 76  | –  | 41.7 | .498  | –    | .629 | 17.6  | 3.7 | –   | –   | 13.0 |
| 1972–73            | «Балтимор Буллетс»  | 79  | –  | 39.1 | .493  | –    | .703 | 15.9  | 4.4 | –   | –   | 12.5 |
| 1973–74            | «Кепітал Буллетс»   | 56  | –  | 30.8 | .438  | –    | .655 | 9.2   | 2.8 | 1.0 | 0.3 | 5.9  |
| 1974–75            | «Вашингтон Буллетс» | 73  | –  | 39.8 | .502  | –    | .685 | 14.8* | 4.1 | 1.6 | 0.9 | 9.2  |
| 1975–76            | «Вашингтон Буллетс» | 78  | –  | 37.5 | .561* | –    | .585 | 13.3  | 5.2 | 1.1 | 0.8 | 9.6  |
| 1976–77            | «Вашингтон Буллетс» | 82  | –  | 34.9 | .490  | –    | .602 | 10.7  | 4.4 | 1.1 | 0.5 | 7.8  |
| 1977–78†           | «Вашингтон Буллетс» | 80  | –  | 33.1 | .523  | –    | .538 | 11.9  | 4.1 | 1.2 | 0.6 | 7.6  |
| 1978–79            | «Вашингтон Буллетс» | 77  | –  | 31.2 | .577  | –    | .643 | 10.8  | 4.1 | 0.9 | 0.5 | 10.9 |
| 1979–80            | «Вашингтон Буллетс» | 82  | –  | 36.3 | .513  | .500 | .665 | 13.3  | 4.5 | 0.8 | 0.7 | 9.7  |
| 1980–81            | «Вашингтон Буллетс» | 63  | –  | 32.3 | .524  | .500 | .640 | 10.7  | 2.7 | 0.8 | 0.6 | 8.0  |
| Усього за кар'єру  | Усього за кар'єру   | 984 | –  | 36.4 | .509  | .500 | .633 | 14.0  | 3.9 | 1.1 | 0.6 | 10.8 |
| В іграх усіх зірок | В іграх усіх зірок  | 5   | 0  | 15.4 | .500  | –    | .600 | 7.2   | 1.2 | 0.4 | 0.0 | 6.2  |

### Плей-оф
| Сезон             | Команда             | GP  | GS | MPG  | FG%  | 3P%  | FT%  | RPG   | APG | SPG | BPG | PPG  |
| ----------------- | ------------------- | --- | -- | ---- | ---- | ---- | ---- | ----- | --- | --- | --- | ---- |
| 1969              | «Балтимор Буллетс»  | 4   | –  | 41.3 | .526 | –    | .789 | 18.5  | 1.3 | –   | –   | 18.8 |
| 1970              | «Балтимор Буллетс»  | 7   | –  | 41.3 | .414 | –    | .789 | 23.6* | 3.4 | –   | –   | 10.4 |
| 1971              | «Балтимор Буллетс»  | 18  | –  | 42.2 | .462 | –    | .568 | 18.8  | 3.8 | –   | –   | 13.2 |
| 1972              | «Балтимор Буллетс»  | 6   | –  | 44.3 | .492 | –    | .526 | 12.5  | 4.2 | –   | –   | 12.3 |
| 1973              | «Балтимор Буллетс»  | 5   | –  | 40.2 | .417 | –    | .474 | 15.2  | 3.4 | –   | –   | 9.8  |
| 1974              | «Кепітал Буллетс»   | 7   | –  | 42.4 | .492 | –    | .600 | 12.1  | 3.9 | 0.6 | 0.1 | 10.1 |
| 1975              | «Вашингтон Буллетс» | 17  | –  | 43.2 | .546 | –    | .656 | 16.2  | 3.8 | 0.9 | 1.2 | 10.7 |
| 1976              | «Вашингтон Буллетс» | 7   | –  | 44.3 | .462 | –    | .542 | 12.1  | 4.0 | 0.9 | 0.6 | 7.0  |
| 1977              | «Вашингтон Буллетс» | 9   | –  | 40.9 | .556 | –    | .583 | 11.7  | 4.9 | 0.9 | 0.7 | 7.4  |
| 1978†             | «Вашингтон Буллетс» | 18  | –  | 37.6 | .530 | –    | .587 | 12.0  | 4.4 | 0.9 | 0.4 | 9.4  |
| 1979              | «Вашингтон Буллетс» | 19  | –  | 38.7 | .494 | –    | .609 | 13.3  | 3.4 | 0.9 | 0.7 | 10.3 |
| 1980              | «Вашингтон Буллетс» | 2   | –  | 43.5 | .500 | .000 | .667 | 14.0  | 3.5 | 0.0 | 1.5 | 9.0  |
| Усього за кар'єру | Усього за кар'єру   | 119 | –  | 41.1 | .493 | .000 | .608 | 14.9  | 3.8 | 0.8 | 0.7 | 10.6 |

## Робота в структурі клубу
1981 року почав роботу в структурі «Буллетс», ставши віце-президентом клубу.
1988 року став головним тренером команди «Вашингтон Буллетс», в якій пропрацював до 1994 року, здобувши 202 перемоги при 345 поразках.
1996 року повернувся до клубу, ставши генеральним менеджером.

### Тренерська статистика
| Команда             | Сезон      | G     | W   | L   | W–L% | Місце              | PG | PW | PL | PW–L% | Результат                |
| ------------------- | ---------- | ----- | --- | --- | ---- | ------------------ | -- | -- | -- | ----- | ------------------------ |
| «Вашингтон Буллетс» | 1987–88    | 55    | 30  | 25  | .545 | 2-е в Атлантичному | 5  | 2  | 3  | .400  | Програш у Першому раунді |
| «Вашингтон Буллетс» | 1988–89    | 82    | 40  | 42  | .488 | 4-е в Атлантичному | —  | —  | —  | —     | не вийшли до плей-оф     |
| «Вашингтон Буллетс» | 1989–90    | 82    | 31  | 51  | .378 | 4-е в Атлантичному | —  | —  | —  | —     | не вийшли до плей-оф     |
| «Вашингтон Буллетс» | 1990–91    | 82    | 30  | 52  | .366 | 4-е в Атлантичному | —  | —  | —  | —     | не вийшли до плей-оф     |
| «Вашингтон Буллетс» | 1991–92    | 82    | 25  | 57  | .305 | 6-е в Атлантичному | —  | —  | —  | —     | не вийшли до плей-оф     |
| «Вашингтон Буллетс» | 1992–93    | 82    | 22  | 60  | .268 | 7-е в Атлантичному | —  | —  | —  | —     | не вийшли до плей-оф     |
| «Вашингтон Буллетс» | 1993–94    | 82    | 24  | 58  | .293 | 7-е в Атлантичному | —  | —  | —  | —     | не вийшли до плей-оф     |
| За кар'єру          | За кар'єру | 1,136 | 202 | 345 | .369 |                    | 5  | 2  | 3  | .400  |                          |